# Costa de Hiscaguán
Costa de Hiscaguán este o arie protejată (arie specială de conservare — SAC, sit de importanță comunitară — SCI) din Spania întinsă pe o suprafață de 249,9 ha, integral pe uscat.

## Localizare
Centrul sitului Costa de Hiscaguán este situat la coordonatele 28°47′51″N 17°59′00″W / 28.7976°N 17.9832°V.

## Înființare
Situl Costa de Hiscaguán a fost declarat sit de importanță comunitară în octombrie 1999 pentru a proteja un număr necunoscut de specii din flora spontană și fauna sălbatică aflate în arealul zonei. Situl a fost protejat și ca arie specială de conservare în ianuarie 2010.

## Biodiversitate
Situată în ecoregiunea , aria protejată conține 3 habitate naturale: Pante stâncoase silicioase cu vegetație casmofită, Faleze cu floră endemică de pe coastele macaroneziene, Tufărișuri termo-mediteraneene și de pre-deșert.
La baza desemnării sitului se află un număr nedeclarat de specii protejate.